# Unidade de Apoio da Área Militar Amadora Sintra
A Unidade de Apoio da Área Militar Amadora Sintra (UnApAMAS) foi unidade militar do Exército Português, sediada na Amadora. A UnApAMAS teeve como missão prestar apoio logístico e administrativo às unidades, estabelecimentos e orgãos do Exército implantados na ´Área Militar Amadora e Sintra (AMAS). A unidade dependia diretamente do Comando da Logística do Exército.

## Organização
A UnApAMAs é uma unidade de escalão regimento, comandada por um coronel e inclui:
- Comando,
- Estado-maior,
- Batalhão de comando e serviços.

## Área Militar Amadora Sintra
A Área Militar Amadora Sintra (AMAS) constitui um perímetro militar que agrupa vários aquartelamentos, ocupando uma parcela do concelho de Sintra (freguesia de Belas e Queluz) e uma parcela do concelho da Amadora.
No interior do perímetro existem:
1. Palacete da Arcada / Quartel do Regimento de Artilharia Antiaérea n.º 1 - parte do complexo do Palácio Nacional de Queluz;
2. Aquartelamento da Amadora da Academia Militar - antigo quartel do Batalhão de Carros de Combate e, depois, do Batalhão de Engenhos;
3. Quartel da UnApAMAS - quartel do tipo CANIFA, construído na década de 1950 para albergar o Regimento de Infantaria n.º 1, depois ocupado pelo Regimento de Comandos e atualmente pelo Regimento de Lanceiros N.º 2;
4. Instalações desportivas militares.

O perímetro militar era referido no passado como Centro Militar da Amadora. Ali esteve já instalado o Grupo de Esquadrilhas de Aviação "República" (GEAR) e o respetivo aeródromo, o Batalhão de Engenhos, o Batalhão de Carros de Combate, o Regimento de Infantaria n.º 1 e o Regimento de Comandos. Na década de 1950, esteve para ali prevista a construção de um segundo quartel do tipo CANIFA que deveria alojar um regimento de cavalaria e um Estádio Militar. Outros projetos para o local incluiam a construção de uma nova sede para o Comando do Exército.